# 메탈 기어 솔리드
《메탈 기어 솔리드》는 코나미가 제작한 1998년 액션 어드벤처 잠입 게임이다. 시리즈 제작자 고지마 히데오가 감독, 기획 및 집필했다. 《메탈 기어》 시리즈의 세 번째 본편 게임이자 MSX2용 비디오 게임 《메탈 기어》 및 《메탈 기어 2: 솔리드 스네이크》의 후속작으로, 플레이스테이션 플랫폼으로 개발돼 일본서 1998년 9월 3일 처음 발매됐다. 북미에서는 같은 해 10월 20일, 유럽 지역에선 1999년 2월 22일 출시됐다.
전작 《메탈 기어 2》의 사건으로부터 6년 후인 대체역사의 2005년이 배경으로, 플레이어가 솔리드 스네이크를 조종해 반정부집단 폭스하운드의 핵무기시설에 침입해 진압하는 것이 주내용이다. 게임 내 그래픽을 활용해 영화와 유사한 컷신을 사용했으며 목소리 연기를 적극적으로 도입했다.
1996년 도쿄 게임 쇼에서 처음 공개된 《메탈 기어 솔리드》는 출시 당시 게임언론으로부터 전폭적인 호평을 받았으며, 잠입 장르와 게임 내 엔진을 활용한 컷신을 비디오 게임 산업에 유행시켰다. 1999년에 추가 컨텐츠가 들어간 개선판 《메탈 기어 솔리드: 인티그럴》이 발매됐으며 이를 기반으로 마이크로소프트 윈도우 이식판이 출시됐다. 원작 및 이식판의 전세계 총합 판매량은 700만 장이었다. 2001년에 후속편 《메탈 기어 솔리드 2: 선즈 오브 리버티》이 플레이스테이션 2로 발매됐다. 2004년에는 리메이크 《메탈 기어 솔리드: 더 트윈 스네익스》가 게임큐브로 발매됐다. 2023년, 플레이스테이션판에 기반한 HD 리마스터 《메탈 기어 솔리드: 마스터 컬렉션 Vol. 1》이 닌텐도 스위치, 플레이스테이션 4, 플레이스테이션 5, 윈도우 및 엑스박스 시리즈 X/S로 발매됐다.

## 개발
고지마는 본래 1994년에 《메탈 기어》 3편을 3DO 인터렉티브 멀티플레이어용 게임으로 기획했다.

## 평가
| 통합 점수  | 통합 점수               |
| 통합사     | 점수                    |
| ---------- | ----------------------- |
| 게임랭킹스 | 93.24% (PS) 84.22% (PC) |
| 메타크리틱 | 94/100 (PS) 83/100 (PC) |
| 평론 점수  |                         |
| 평론사     | 점수                    |
| 올게임     | [ 10 ]                  |
| 에지       | 9/10                    |
| EGM        | 40/40                   |
| 게임스팟   | 8.5/10                  |
| IGN        | 9.8/10                  |
| PSM        | 10/10                   |
| NGamer     | 9/10                    |

| 수상                      | 수상                                 |
| 평론사                    | 수상                                 |
| ------------------------- | ------------------------------------ |
| Japan Media Arts Festival | Excellence Award for Interactive Art |

## 참조

### 주해
1. ↑  영어: Metal Gear Solid, 일본어: メタルギアソリッド
2. ↑  영어: Metal Gear Solid: Integral, 일본어: メタルギアソリッド インテグラル